# Убунду
Убунду (фр. Ubundu; також відомий як Понтьєвіль або Понтьєстад, фр. Ponthierville, Ponthierstad) - місто в провінції Чопо Демократичної Республіки Конго.
Убунду розташований на річці Конго, трохи вище водоспаду Стенлі. Ця ділянка річки Конго не судноплавна, тому з Убунду була побудована залізниця до Кісангані. У 1951 році тут знімався фільм «Африканська королева» з Гамфрі Богартом і Кетрін Гепберн в головних ролях .
У районі Убунду під час Другої конголезької війни проходили запеклі бойові дії. До 2003 року Убунду вважався небезпечним місцем, тут було дуже мало об'єктів і не було електрики .